# Beryl Reid
Beryl Reid, född 17 juni 1919 i Hereford i Herefordshire, död 13 oktober 1996 i Buckinghamshire, var en brittisk skådespelare.
Hon spelade på scen i revyer och komedier från 1936. Filmdebut gjorde hon 1954 i Skolflickor är vi allihopa. Hon gjorde några minnesvärda karaktärsroller i brittisk och amerikansk film i slutet av 1960-talet, bl.a. Måste vi döda syster George? (1968) och Star! (1968).
Reid medverkade även i flera TV-serier, som Vinnare och förlorare (1982), Adrian Moles hemliga dagbok (1985), Rättvisans irrfärder (1984) och The Beiderbecke Tapes (1986).
Hon erhöll titeln Officer of Order of the British Empire 1986.